# Iúna
Iúna là một đô thị thuộc bang Espírito Santo, Brasil. Đô thị này có diện tích 460,522 km², dân số năm 2007 là 24974 người, mật độ 54,23 người/km².